# Gebet des heiligen Franziskus

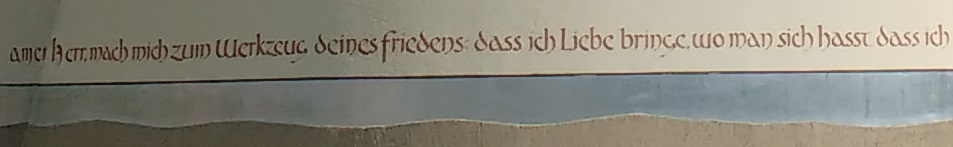
Ausschnitt des Schriftbands um die Franziskuskapelle in Attaching mit dem vollständigen Friedensgebet (Entwurf von Bernd Flassak)

Das sogenannte Gebet des heiligen Franziskus (auch Friedensgebet, Einfältiges Gebet oder Herr, mach mich zu einem Werkzeug deines Friedens) ist ein anonymes Gebet, das dem Heiligen Franz von Assisi (1182–1226) zugeschrieben wurde und im 20. Jahrhundert große Bekanntheit erlangte. Der Betende bittet Gott, an seinem Frieden mitwirken zu dürfen. Der Text, der im Geist der Bergpredigt Jesu formuliert ist, findet sich nicht in den Schriften Franz’ von Assisi; er ist nicht weiter als bis zum Jahr 1912 zurückzuverfolgen.

## Ursprung
Erstmals erschien das Friedensgebet, soweit bekannt, in der kleinen spirituellen Zeitschrift La Clochette (‚Das Glöckchen‘) auf Französisch, veröffentlicht von der Pariser katholischen Vereinigung La Ligue de la Sainte-Messe (‚Die Liga der Heiligen Messe‘) im Dezember 1912. Der Name des Autors ist nicht genannt. Es könnte der Gründer von La Ligue, Pater Esther Auguste Bouquerel, gewesen sein.:26–26
Im Jahr 1915, dem zweiten Jahr des Ersten Weltkriegs, schickte Stanislas Marquis von La Rochethulon und Grente (1862–1945), der Gründer der Vereinigung „Le Souvenir Normand“, das Gebet an Papst Benedikt XV. und gab ihm dabei den überraschenden Titel Das Gebet des Souvenir Normand zum Heiligen Herzen, inspiriert vom Testament Wilhelms des Eroberers. Der Papst ließ eine italienische Übersetzung auf der Titelseite von L’Osservatore Romano am 20. Januar 1916 veröffentlichen. Die Zeitung La Croix gab den Text am 28. Januar 1916 in Französisch wieder:25–26

## Text
In den meisten der veröffentlichten Versionen des Gebetes wird der Text gekürzt, paraphrasiert und/oder urheberrechtlich geschützt. Unten steht der Originaltext von seiner frühesten bekannten Veröffentlichung (1912, französisch, Urheberrecht abgelaufen) neben einer deutschen Übertragung aus dem Katholischen Gebet- und Gesangbuch Gotteslob.
| Französisches Original: Seigneur, faites de moi un instrument de votre paix. Là où il y a de la haine, que je mette l’amour. Là où il y a l’offense, que je mette le pardon. Là où il y a la discorde, que je mette l’union. Là où il y a l’erreur, que je mette la vérité. Là où il y a le doute, que je mette la foi. Là où il y a le désespoir, que je mette l’espérance. Là où il y a les ténèbres, que je mette votre lumière. Là où il y a la tristesse, que je mette la joie. Ô Maître, que je ne cherche pas tant à être consolé qu’à consoler, à être compris qu’à comprendre, à être aimé qu’à aimer, car c’est en donnant qu’on reçoit, c’est en s’oubliant qu’on trouve, c’est en pardonnant qu’on est pardonné, c’est en mourant qu’on ressuscite à l’éternelle vie. | Deutsche Übertragung: Herr, mach mich zu einem Werkzeug deines Friedens, dass ich liebe, wo man hasst; dass ich verzeihe, wo man beleidigt; dass ich verbinde, wo Streit ist; dass ich die Wahrheit sage, wo Irrtum ist; dass ich Glauben bringe, wo Zweifel droht; dass ich Hoffnung wecke, wo Verzweiflung quält; dass ich Licht entzünde, wo Finsternis regiert; dass ich Freude bringe, wo der Kummer wohnt. Herr, lass mich trachten, nicht, dass ich getröstet werde, sondern dass ich tröste; nicht, dass ich verstanden werde, sondern dass ich verstehe; nicht, dass ich geliebt werde, sondern dass ich liebe. Denn wer sich hingibt, der empfängt; wer sich selbst vergisst, der findet; wer verzeiht, dem wird verziehen; und wer stirbt, der erwacht zum ewigen Leben. |

## Zuschreibung zum heiligen Franziskus
Um 1918 druckte der Franziskaner Étienne Benoît das „Gebet für den Frieden“ ohne Namensnennung auf der Rückseite einer massenproduzierten Heiligenkarte in Französisch nach.:71–75
Von Januar 1927 an zirkulierte das Gebet in den Vereinigten Staaten. Die erste bekannte englische Version erschien in der Quäkerzeitung Friends’ Intelligencer unter dem irrtümlichen Titel „A Prayer of Saint Francis“ und wurde so erstmals Franz von Assisi zugeschrieben.

## Verbreitung
Während des Zweiten Weltkriegs verteilte Francis Spellman, der Erzbischof von New York und Militärerzbischof der USA, Millionen von Exemplaren des „Prayer of St. Francis“. Ein Jahr danach wurde das Friedensgebet von Senator Albert W. Hawkes im Kongress verlesen.:92–96
Das Gebet wurde von vielen Persönlichkeiten, darunter Mutter Teresa, Prinzessin Diana, Margaret Thatcher, Dom Hélder Câmara, Papst Johannes Paul II. und Bill Clinton öffentlich gesprochen oder in Teilen zitiert.:111–125
Es wurde häufig vertont und von mehreren Autoren wie Lanza del Vasto oder Leonardo Boff kommentiert. John Rutter komponierte den Text für vierstimmigen Chor und Orgel (Lord, make me an instrument of thy peace).
Deutsche Textversionen wurden von Kurt Hessenberg bereits 1946 als sein op. 37/1 für sechsstimmigen gemischten Chor a cappella und 1958 von Heinz Werner Zimmermann für sechsstimmigen gemischten Chor und Kontrabass vertont. Besonders das Werk von Kurt Hessenberg hat weite Verbreitung gefunden.
Im Evangelischen Gesangbuch (1993) steht es als Gebet unter Nr. 825 sowie als Lied mit der Musik von Rolf Schweizer (1962/1969) unter Nr. 416. Im katholischen Gotteslob (2013) steht es als Gebet unter Nr. 19.4 und Nr. 680.3; einige Regionalausgaben enthalten zudem eine Liedfassung von Winfried Heurich mit einer Melodie aus Israel (An'im Sᵉmirot).

## In deutscher Sprache
Die erste bekannte Ausgabe des Gebets in deutscher Sprache wurde 1939 in Hans Wirtz’ Buch Bruder Franz in unserer Zeit (Luzern, Räber, 1939) veröffentlicht.